# Christopher Giesting
Christopher Giesting (né le 10 décembre 1992 à Indianapolis) est un athlète américain, spécialiste du 400 mètres.

## Biographie
Il remporte le titre du relais 4 × 400 m lors des championnats du monde en salle 2016, à Portland, en compagnie de ses compatriotes Kyle Clemons, Calvin Smith Jr. et Vernon Norwood, dans le temps de 3 min 2 s 45.

### Palmarès
| Date | Compétition                    | Lieu     | Résultat | Épreuve   | Temps        |
| ---- | ------------------------------ | -------- | -------- | --------- | ------------ |
| 2016 | Championnats du monde en salle | Portland | 1er      | 4 × 400 m | 3 min 2 s 45 |

### Records
| Épreuve | Épreuve   | Performance | Lieu            | Date         |
| ------- | --------- | ----------- | --------------- | ------------ |
| 400 m   | Plein air | 45 s 53     | Charlottesville | 9 mai 2014   |
| 400 m   | Salle     | 45 s 74     | Albuquerque     | 15 mars 2014 |